# Onicotecnico

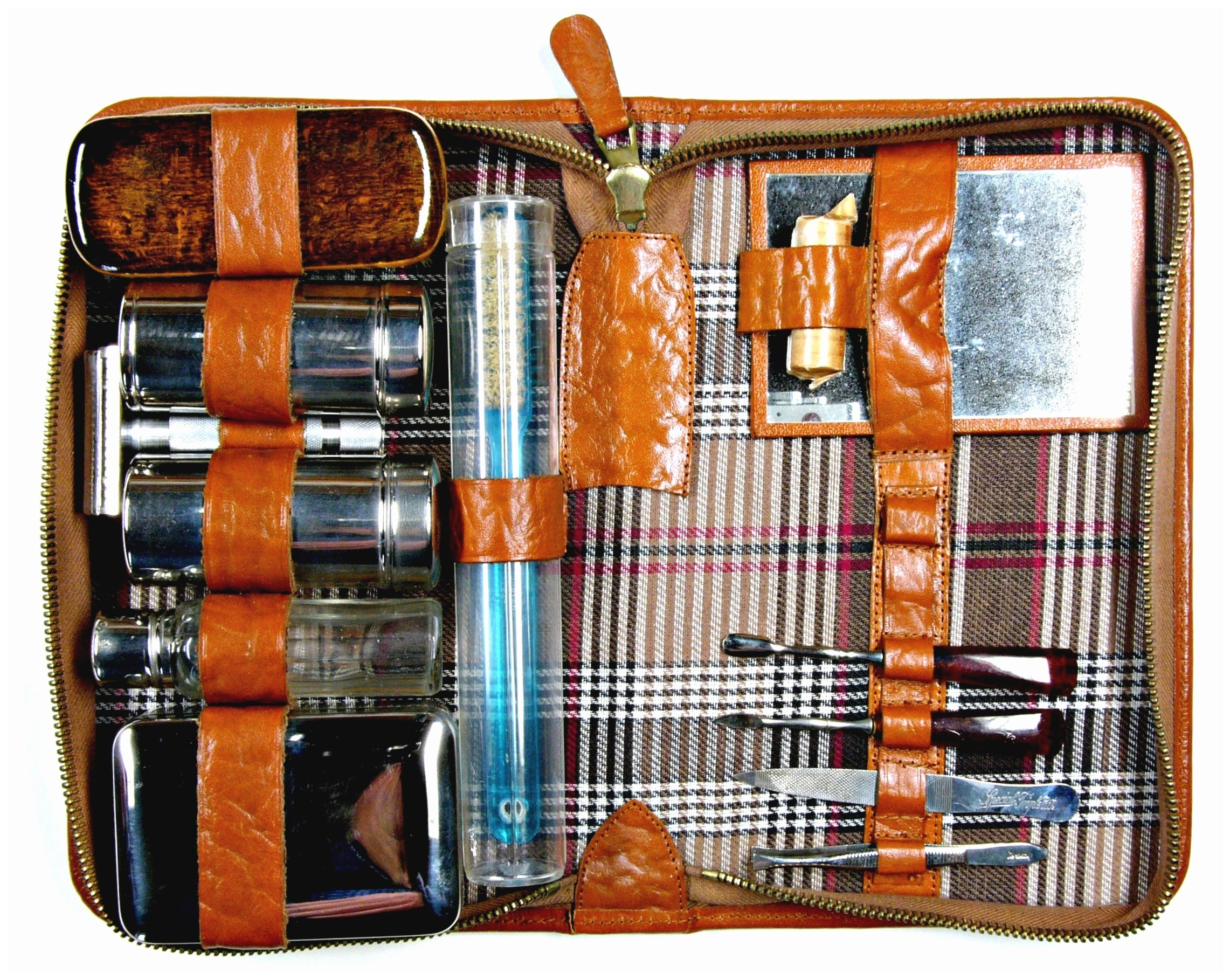
Kit da barba degli anni 50, in basso a destra quattro strumenti per la cura delle unghie.

Onicotecnico (dal greco onyx che vuol dire unghia) significa letteralmente tecnico delle unghie. Il termine designa il professionista esperto della ricostruzione e applicazione di unghie artificiali per finalità estetica o correttiva del letto ungueale.

## Tratti professionali
L’attività di onicotecnico consiste nell’applicazione e decorazione di unghie artificiali per pura finalità estetica. Essa comprende ogni prestazione artistica eseguita, a esclusivo scopo decorativo, sulla superficie di unghie artificiali delle mani e dei piedi, tramite l’apposizione di unghie artificiali preformate da decorare, e la successiva lavorazione e colorazione delle stesse, con prodotti non cosmetici quali gel, polveri acriliche ed altri prodotti.
L’attività di onicotecnico viene eseguita con interventi manuali e mediante l’uso di prodotti con asciugatura ad aria o fotoindurenti.

## La professione nell'ordinamento italiano
L'onicotecnico non è una figura medica: nel caso di incidenti o problematiche di salute gravi o meno, l'intervento dell'onicotecnico non è contemplato. Le figure di riferimento per la cura piede sono il podologo, dermatologo e il chirurgo plastico.
In Italia la figura dell'onicotecnico non è stata ancora riconosciuta a livello legislativo nazionale, sebbene esistano due disegni di legge volti a colmare tale lacuna legislativa  .
Tuttavia, secondo gli ordinamenti, l’attività di onicotecnica si riferisce alla prestazione artistica, con finalità estetiche e decorative, sulla superficie di unghie artificiali delle mani e dei piedi ed è disciplinata dalla Legge 4 gennaio 1990, n. 1 e dalla Legge Regionale 9 dicembre 1992, n. 542.
La regolamentazione della professione è di competenza delle regioni. Diverse regioni espresso ad oggi una normativa al riguardo, per cui il riferimento diventa la legge 542 che disciplina la professione di estetista. Oltre alla Regione Lazio, che è stata la prima a muoversi in tal senso, anche altre Regioni in Italia hanno fatto autonomamente dei passi in avanti sulla normativa che vuole inquadrare la professione di onicotencinca. Abruzzo, Lombardia e Marche hanno diversificato l’attività di “ricostruzione unghie” da quella di “applicazione e decorazione unghie“, in questo modo, a livello regionale si è stabilito che l’attività di decorazione e applicazione di unghie artificiali non rientra nell’ambito della legge sull’estetica del 4 gennaio 1990.